# Jin Hu
Der Jin Hu (chinesisch 金湖, Pinyin Jīn Hú), wörtlich „Goldsee“, ist ein See im Kreis Taining der chinesischen Stadt Sanming (Provinz Fujian). Mit mehr als 60 Kilometern Länge und einer Fläche von 36 Quadratkilometern ist er der größte künstliche See in Fujian.
Das Gebiet des Sees bietet über 100 Sehenswürdigkeiten einschließlich des Baishuiji-Wasserfalls und des Lichtstrahls über dem Wasser eines Bergflusses, von dem der See seinen Namen hat.

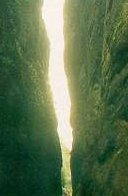
Spalte in den Felsen am Jin Hu